# Сапсанга
Сапсанга — река в России, протекает по территории Суоярвского района Карелии. Берёт своё начало из озера Сапсангоярви, впадает в озеро Лубоярви. Длина реки — 12 км.

## Данные водного реестра
По данным государственного водного реестра России относится к Балтийскому бассейновому округу, водохозяйственный участок реки — Свирь (включая реки бассейна Онежского озера), речной подбассейн реки — Свирь (включая реки бассейна Онежского озера). Относится к речному бассейну реки Нева (включая бассейны рек Онежского и Ладожского озера).
Код объекта в государственном водном реестре — 01040100212102000014959.